# Vitalien Laurent
Vitalien Laurent (ur. 26 maja 1896 w Senna Morbihan, zm. 21 listopada 1973 w Paryżu) – francuski asumpcjonista, historyk, bizantynolog. 

## Życiorys
Śluby zakonne złożył w 1923 roku. Doktorat w 1926 roku w Pontyfikalnym Instytucie Orientalnym w Rzymie. Od 1930 redaktor pisma "Échos d’Orient" w Turcji. W 1935 przeniósł się wraz z redakcja do Bukaresztu a w 1947 do Paryża. Był specjalistą od numizmatyki i sigilliografii bizantyńskiej. Redaktor pisma "Revue des études byzantines".

## Wybrane publikacje
- La chronologie des patriarches de Constantinople au xiiie s. (1208-1309), "Revue des études byzantines" 27 (1969), s. 129-150.
- La chronologie des patriarches de Constantinople de la première moitié du xive siècle (1294-1350, "Revue des études byzantines" 7  (1949), s. 145-155.
- Les premiers patriarches de Constantinople sous la domination turque (1454-1476). Succession et chronologie d'après un catalogue inédit, "Revue des études byzantines" 26 (1968), s. 229-263.